# Mario Batali
Mario Francesco Batali (född 19 september 1960) är en amerikansk kock, författare, restauratör och mediapersonalitet. Utöver sin skolning i klassisk matlagning, är han också en expert på det italienska kökets historia och kultur. Batali är delägare i flera restauranger i New York, Las Vegas, Los Angeles, Boston, Singapore, Hongkong, Westport, Connecticut och New Haven, Connecticut Batalis typiska kockklädsel inkluderar fleeceväst, shorts och oranga foppatofflor.

## Bakgrund
Mario växte upp i Seattle med sina föräldrar Marilyn Batali and Armandino Batali, som båda arbetade för flygplanstillverkaren Boeing under den största delen av Batalis barndom. Han studerade under gymnasieåren i Madrid innan han började på Rutgers University för att läsa spansk teater och företagsekonomi. Under studenttiden arbetade han i stromboli-restaurangen "Stuff Yer Face" nära Rutgers campusområde i New Brunswick, New Jersey. Efter att ha tagit sin examen studerade han några månader på den ansedda restaurangskolan Le Cordon Bleu i London, men två tredjedelar in i kursen hoppade han av på grund av brist på tålamod. Han började istället som lärling hos den respekterade kocken Marco Pierre White på hans pub Six Bells. Under de kommande tre åren skulle han där genomgå en kulinarisk omvandling som förberedde honom på att ta språnget in i New Yorks italienska restaurangvärld med sin egen personliga stil.
Mario Batali bor för närvarande i Greenwich Village med sin fru Susi Cahn och de två sönerna Leo och Benno.

## Utmärkelser
- Babbo, en stjärna i Michelinguiden[8]
- Three Stars från The New York Times för "Babbo Ristorante e Enoteca"
- "Best New Restaurant of 1998" från James Beard Foundation för "Babbo Ristorante e Enoteca"
- "Man of the Year" i GQs kock-kategori, 1999
- D'Artagnan Cervena Who's Who of Food & Beverage in America, 2001
- "Best Chef: New York City" från James Beard Foundation, 2002
- "All-Clad Cookware Outstanding Chef Award" från James Beard Foundation, 2005
- "Best Restaurateur" från James Beard Foundation, 2008
- Culinary Hall of Fame Induction.[9]